# Museu Victor Kosenko
O Museu Victor Kosenko é um museu em Kiev, Ucrânia, na Rua Mykhailo Kotsyubynskoho N.º 9 que homenageia a vida de Victor Kosenko, um proeminente músico, professor e figura pública ucraniana no início do século 20. O museu foi inaugurado em 1938, o ano da sua morte, e está alojado no edifício em que Kosenko viveu os últimos meses da sua vida de 11 de maio de 1938 a 3 de outubro de 1938. O museu mantém o seu estilo original e é um destino turístico popular na cidade. Além disso, o prédio é usado pelo Sindicato dos Compositores local para receber concertos, palestras e reuniões.

## História
O museu foi inaugurado em 1938 e funcionou a título não oficial e honorário até 1964, quando foi designado como edifício memorial. Em 2007, o museu foi oficialmente designado como museu-apartamento, estatuto que mantém actualmente.